# مؤتمر لندن الاقتصادي
مؤتمر لندن الاقتصادي (بالإنجليزية: London Economic Conference)‏ هو اجتماع لممثلي 66 دولة في الفترة من 12 يونيو إلى 27 يوليو 1933 في المتحف الجيولوجي في لندن، الغرض من المؤتمر كان تحقيق اتفاق على تدابير مكافحة الكساد الكبير وإحياء التجارة الدولية وتحقيق الاستقرار في أسعار صرف العملات.
انهارت جميع اتفاقات المؤتمر بعد أن «نُسفت» من قبل الرئيس الأمريكي فرانكلين دي روزفلت في أوائل يوليو عندما شجب استقرار العملة.

## الأسباب
عندما دمر الكساد الكبير الاقتصاد العالمي في الفترة من 1929 إلى 1932، كان يُفترض عموماً أن الولايات المتحدة ستعمل كقائد مهيمن وتتولى القيادة لبرنامج لتحقيق الانتعاش. دعا الرئيس الأمريكي هربرت هوفر في عام 1931 إلى عقد مؤتمر لتقرير كيفية خفض التعريفات وكذلك إحياء الأسعار من خلال عكس الانكماش المرتبط بالكساد. صِيغ جدول أعمال المؤتمر من قبل ممثلي ست دول رئيسية اجتمعوا في جنيف في عام 1932. وأكد جدول الأعمال أنه يجب تسوية الديون الحكومية الدولية لأنها تمثل عقبة رئيسية في طريق الانتعاش.
اعتقد الأوروبيون أن «التسوية يجب أن تريح العالم» من أعباء الديون الكبيرة. إلاّ أنّ معظم هذه الديون كانت مستحقة للولايات المتحدة التي كانت مترددة في شطبها. رأى السناتور الأمريكي ويليام إدغار بورا أن «مشاكل العالم كانت في الحقيقة بسبب الحرب وإلى إصرار أوروبا على الاحتفاظ بأسلحة كبيرة، وإلى سوء إدارة الأموال»، ولذلك لم يكن على استعداد لتأجيل أو تقليص أو إلغاء سداد الديون «وجعل أوروبا تمضي قدمًا في برنامج أدى عملياً إلى إغراق العالم في وضعه الاقتصادي الحالي».
أشارت الأحداث الأخرى إلى أن الولايات المتحدة لن تدعم جدول أعمال المؤتمر كما هو موضح حيث أعلن روزفلت خلال خطابه الافتتاحي «لن أدخر جهداً لاستعادة التجارة العالمية من خلال إعادة التكيف الاقتصادي الدولي، لكن حالة الطوارئ في الداخل لا يمكن أن تنتظر هذا الإنجاز». كانت هذه إشارة واضحة إلى المشاركين في المؤتمر بأن روزفلت سينفذ برنامجه لإنعاش الاقتصاد الأمريكي بغض النظر عن توافقه مع السياسات الاقتصادية لأوروربا أو تعارضه.
استغنى روزفلت عن الغطاء الذهبي للعملة الأمريكية في أبريل من نفس العام، وفي مايو قُبل طلب تعديل توماس للإصلاح الزراعي [الإنجليزية] الذي يسمح للرئيس اتباع سياسة التضخم من خلال طلب طباعة عملة ورقية جديدة بعد تفويض لجنة السوق المفتوحة الفيدرالية التابعة لمجلس الاحتياطي الفيدرالي.